# Ingo I da Suécia
Ingo I (n. c. 1079 - m. Västergötland, c. 1110) – vulgarmente apelidado de O Velho e conhecido na Suécia como Inge den äldre ( PRONÚNCIA) – foi o rei da Suécia em dois períodos diferentes -  primeiro de c. 1079 até sua expulsão da Svealand em c. 1084 por se ter recusado a realizar o sacrífício cerimonial aos deuses pagãos (blot), e depois de 1087 até sua morte em 1110, após ter retomado o trono da Svealand das mãos de Blot-Sven.
                                                                                                                                                   Era filho do rei Stenkil e de sua esposa Ingamoder da Suécia, filha do rei Emundo.
                                                                                                       
Tinha a sua base de poder na Västergötland e na Östergötland, e é apontado por ter promovido a expansão do cristianismo e combatido o paganismo nórdico tradicional no país.

| “ | "O sexto foi o Rei Ingi. Governou a Suécia com heroísmo e nunca quebrou as leis que eram feitas em cada província e proclamadas publicamente." | ” |
| — Kungalängden (escrita por volta de 1240 pelo ”Padre de Vidhem” e anexada à Lei da Västergötland; conservada no manuscrito KB B 59 da Biblioteca Nacional da Suécia, | |   |

## Biografia

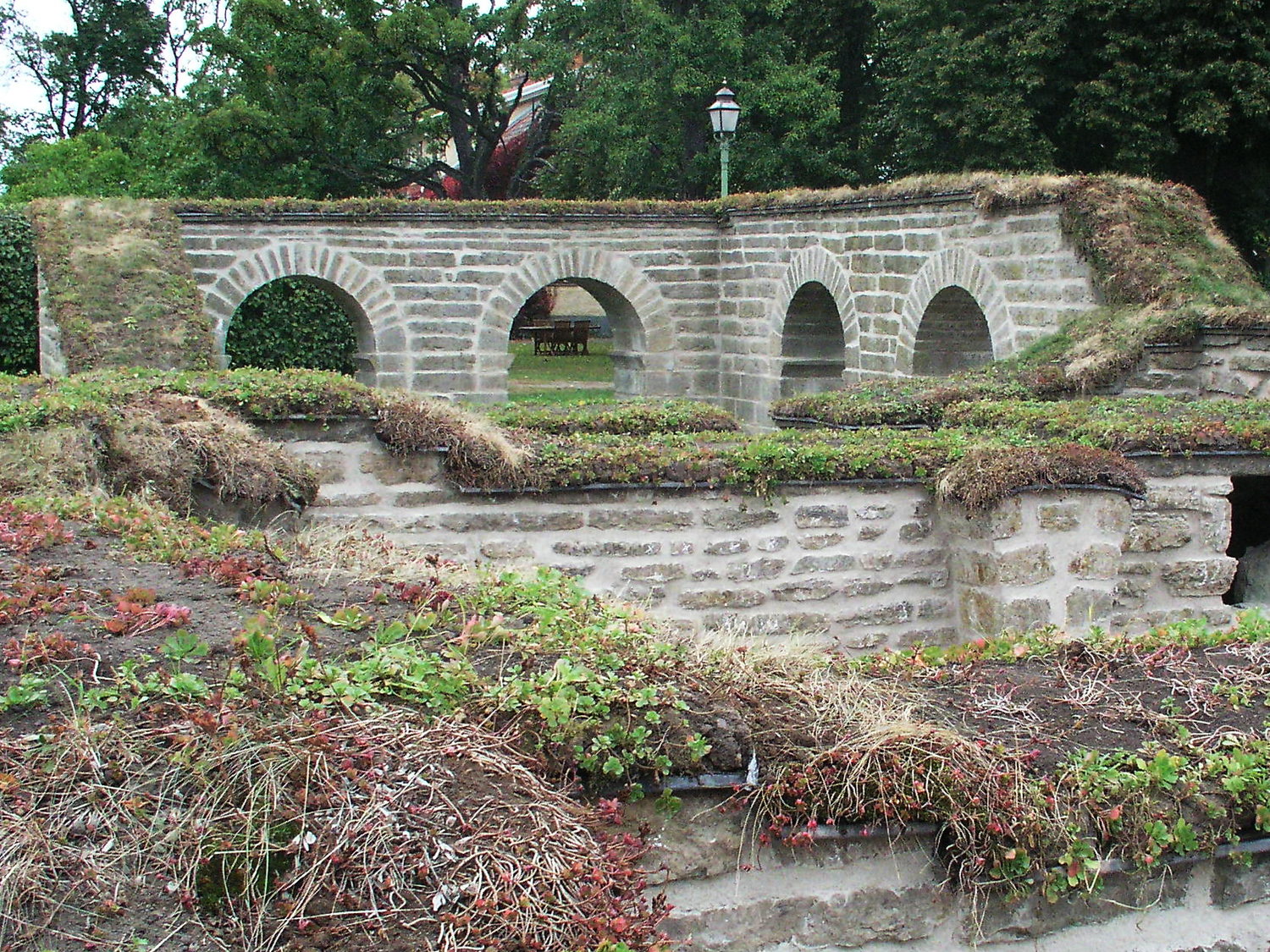
Convento de Vreta, herança de Ingo I

Filho do rei Estenquilo, em algumas fontes é afirmado que governou de maneira conjunta com seu irmão Halstano Stenkilsson durante um curto período de tempo, enquanto outras fontes históricas dizem que Halstano Stenkilsson governou sozinho durante um pequeno espaço de tempo, em torno de 1066 e depois foi deposto por recursar-se a realizar sacrifícios pagãos.

Ingo também foi deposto pelos suecos pagãos em torno de 1084, pois sua condição de cristão lhe impedia de realizar sacrifícios e foi substituído, ao menos ao que se refere os suecos pagãos, por Sueno.                                  Manteve o poder em Västergötland, região habitada por cristãos.                                                Em uma carta do papa Gregório VII de 1081, este chama Ingo de rege wisigothorum, ou seja, rei de Västergötland, o que evidencia que Ingo perdera o poder de toda a Suécia.

Ingo tinha como meta, tornar toda a Suécia cristã, mesmo que à força. Por volta do ano 1087, Ingo regressou a Velha Upsália com um exército, assassinou Sueno e incendiou o templo pagão. Pouco depois, recuperou o poder, que se estendeu sobre toda a Suécia. Era a primeira vez, desde a morte de Estenquilo, que o país se unificava. O regresso de Ingo ao trono pôs fim à religião nórdica pagã.

Segundo Snorri Sturluson, Ingo I participou de uma reunião na Noruega em 1101 com os reis Érico I da Dinamarca e Magno III da Noruega onde abordara-se a negociação para alcançar uma paz duradoura entre os três reinos nórdicos. De acordo com a crônica de Sturluson, a filha de Ingo, Margarida, foi dada em matrimônio ao rei Magno III como selo da aliança.
A pedido do papa, Ingo fundou a Abadia de Vreta e começou a construção de uma igreja dentro dos limites do convento, em torno do ano 1100, Segundo a tradição, Ingo e sua esposa Helena doaram uma parte das grandes terras que possuíam na região para a construção do Convento. Uma carta papal reconhece Ingo como rei da Suécia: Ingo gloriosus Suetonum Rex, que significa em português, "Ingo, glorioso rei dos suecos".

## Família
Casou-se com Helena, a irmã de Sueno. Teve quatro filhos:
- Cristina, esposa do grão-duque Mistislau I de Quieve.
- Ragualdo, identificado por algumas fontes como o rei Ragualdo. Outras afirmam que ele foi o avô do nobre dinamarquês Magno Henriksen.
- Margarida. Rainha consorte da Noruega, esposa de Magno III. Rainha consorte da Dinamarca, por seu segundo matrimônio com Nicolau I.
- Catarina. Esposa do príncipe dinamarquês Biorno, filho de Haroldo. Sua filha, Cristina seria rainha consorte da Suécia.